# Raúl Hellmer
Joseph Raoul Hellmer Pinkham (Filadelfia, 27 de octubre de 1913 - Ciudad de México, 13 de agosto de 1971), fue un etnomusicólogo, antropólogo y sociólogo estudioso de la cultura mexicana, siendo su trabajo más importante el rescate, recopilación y difusión de la música autóctona tradicional mexicana.

## Biografía
Realizó estudios en las universidades de Harvard y Yale, en los Estados Unidos, llegando después a México alrededor de 1946, aprovechando una beca de la Sociedad Filosófica Americana.
Trabajó como investigador en la sección de Música del Instituto Nacional de Bellas Artes dedsde su creación en 1947, siendo uno de los primeros en realizar grabaciones de música indígena y mestiza tradicional mexicana, directamente en acetato y posteriormente en cintas magnetofónicas. Permaneció en el INBA de De 1947 a 1965
Recorrió prácticamente todo el territorio mexicano y grabó la música indígena y mestiza tradicional, principalmente de los estados de Morelos, Michoacán, Puebla, Estado de México y Veracruz, enriqueciendo extraordinariamente la fonoteca del INBA.
El etnólogo Benjamín Muratalla Director de la Fonoteca del INAH (Instituto Nacional de Antropología e Historia), refiere que el Fondo Hellmer contiene alrededor de 500 cintas grabadas por Raúl Hellmer así como valiosos archivos en documentos, cartas, fotografías, diarios de campo y escritos diversos: y que su rescate y digitalización lleva un avance del 70%.
http://dti.inah.gob.mx/index.php?option=com_content&task=view&id=3640&Itemid=441 (enlace roto disponible en Internet Archive; véase el historial, la primera versión y la última).
Benjamín Muratalla, director de la Fonoteca afirma que José Raúl Hellmer,, Samuel Martí, Robert Stevenson, Vicente T. Mendoza, y Charles Boilés, coincidieron completamente en el “afán de buscar las raíces prehispánicas de la música y mostrar la existencia de otros pueblos, diferentes tipos de música y saberes reconocidos o relegados por los grupos dominantes en México” y, por lo tanto, contribuyeron al fortalecimiento del nacionalismo cultural emanado de la Revolución mexicana.
Produjo y condujo diversos programas de radio y TV con la participación eventual de personajes importantes de la cultura mexicana como Óscar Chávez, Juan López Moctezuma y Claudio Obregón, entre otros.
En investigaciones realizadas por el Doctor en Etnología Miguel Olmos Aguilera (Colegio de la Frontera Norte COLEF) destaca que José Raúl Hellmer produjo 96 programas de radio para Radio Universidad en los cuales difundió una gran cantidad de materiales musicales y temas de folklor.
Dedicó su vida a la recopilación de la música y la cultura tradicional de México, logrando grandes aportes para la investigación mexicana y, aunque fueron pocos sus escritos, estos muestran una gran preocupación por analizar, rescatar, conservar y difundir la diversidad cultural de México, y contrastan con la gran cantidad de grabaciones y fotografías de músicos de pueblos, rancherías y sus instrumentos musicales, muchos elaborados manualmente en las poblaciones del México rural.
Durante sus múltiples viajes por toda la república, se volvió un conocedor de los destilados tradicionales mexicanos junto con la dimensión histórico-cultural de estos. Hacia 1955 comenzó a comercializar entre sus amigos, un destilado producido en la mixteca poblano-oaxaqueña bajo la marca "MEZQUILA", elaborado a partir de agave azul, mismo que llevaba a la Ciudad de México y otros lugares. El nombre de la marca fue inspirado en la propia denominación que otorgaban algunos pobladores de esa región a la bebida que desde 150 años antes comenzaron a producir, similar a la que en Jalisco y zonas aledañas se conocía como Tequila y en muchos otros lugares de México como Mezcal. 
Sobre el son jarocho, centenario estilo folclórico de Veracruz, el folclorista mexicano Raúl Hellmer, realiza el siguiente comentario sobre "El fandanguito", un antiguo son jarocho con “bombas” (grabado en Tlacotalpan): Este son, derivado directamente del fandango español, conserva en común con los fandangos tabasqueños las "bombas", en forma de décimas anteriormente y ahora en coplas, dichas por el hombre a la mujer de su predilección y contestadas por ella casi siempre en tono despectivo, aunque al final tal vez corresponda con una "bomba" amorosa, llamada "el desenojo". Folklore mexicano Vol. II (Antología del son jarocho). México: Cultura Tradicional en: http://www.culturatradicional.org/musica/jarocho/hellmer.htm
En los sones jarochos más antiguos, priva la décima con o sin planta, en la forma perfeccionada por Vicente Espinel, poeta español del siglo XVII. En la actualidad, la copla octosilábica en forma de cuarteta o quintilla casi ha suplantado totalmente a la décima, que aparece ocasionalmente en el son El Zapateado. El lenguaje florido y arcaico persiste en las coplas improvisadas y en la región costera pocas veces la versificación revela influencias modernas. En este disco se escucha a Andrés Alfonso y a Julían Cruz declamando bombas en sextillas con un fandanguito. Raúl Hellmer.http://mundodevida.wordpress.com/2009/07/ y 
Hasta su actual globalización, la guitarra grande de son, dentro de su misma región tradicional ha sido conocida como la guitarra de los tantos nombres (genéricos y propios): guitarra vozarrona, bordona, bocona, bombona, guitarrón, grande,... la tumba, león, leona, María bumburona,... Todavía hasta los años 70, en Tlacotalpan y Alvarado se refieren a las regiones sureñas del Sotavento como regiones lejanas y sobre todo desconocidas, donde se toca una guitarra (grande) de cuatro cuerdas o bajo de espiga. José Raúl Hellmer, hacia mediados de los años 60, fue el primero en adentrarse en estas selvas, hacer grabaciones de campo y recoger afinaciones de las jaranas y guitarras de la región. La fotografía del conjunto de guitarras grandes y jaranas que se presenta (posiblemente la imagen más remota con que se cuenta) y que sirve de portada a la nueva edición del disco No. 15 del INAH (Sones de México, Antología) fue tomada por Hellmer en Corral Nuevo en ese entonces . Francisco García Ranz. Centro de Documentación del Son Jarocho. 
"La música mestiza comenzó a desarrollarse poco tiempo después de la conquista de la tierra de Huitzilopochtl por Cortés. Hoy, más de cuatro siglos después, las raíces españolas pueden ser claramente reconocidas en muchas de las danzas y canciones que no preservan un exclusivo carácter indígena, pero de cualquier manera esta música ya no puede ser llamada española. Las sutiles pero profundas transformaciones han acomodado las expresiones musicales al carácter de la gente y del terreno de cada región..." Joseph Hellmer 
Esa conciencia puede darse por muy diversos caminos. A nosotros nos llegó en parte al correr los caminos y veredas de la música de nuestros pueblos. Somos intérpretes de música folklórica y no pretendemos más que mostrar una pequeña parte de esa infinita gama musical. Sumario del libro: "Música Folklorika, voz viva de México de José Raúl Hellmer". 12 páginas, ilustrado sf. (sin fecha de edición) Fuente: El Museo Nacional de Etnografía y Folklore de Bolivia. MUSEF. La Paz, Bolivia. 
http://www.musef.org.bo/cgi-bin/koha/opac-search.pl?op=do_search&field_name1=author&field_value1=Hellmer%2C%20Jos%E9%20Ra%FAl (enlace roto disponible en Internet Archive; véase el historial, la primera versión y la última).

## Anécdotas y comentarios
Carlos Lyra figura emblemática del bossa nova brasileño señala que "En 1968 se quiso integrar un Centro de Cultura Popular con Raul Hellmer, que despertó muchas suspicacias en épocas del presidente Díaz Ordáz y fue suspendido".
http://www.jornada.unam.mx/2006/10/08/sem-andres.html
"...pude salir de la Ciudad Universitaria, percatándome de que ésta estaba rodeada totalmente por elementos del Ejército Mexicano y que dicho cerco se extendía hasta el límite norte de la Villa Olímpica, en esta fuga fui a refugiarme a la casa de la familia HELMER que habitaba en la colonia Hidalgo, cerca de los Dinamos, yo llegué alrededor de las once de la noche con bastante sed..." Declaración ministerial de Luis Tomás Cervantes Cabeza de Vaca, de veintinueve de octubre de dos mil dos, en TOCA PENAL 344/2006-II.que se instauró a Luis Echeverría Álvarez, por su probable responsabilidad en la comisión del delito de GENOCIDIO. https://web.archive.org/web/20101105113159/http://videos.eluniversal.com.mx/echeverria2.pdf En referencia a la acogida, resguardo y abrigo humano que José Raúl Hellmer y familia prodigaron solidariamente a él y a otros líderes del movimiento estudiantil de 1968.
“... Mi personalidad no importa por el momento, pero les digo que soy un exgringo de Filadelfia –mis amigos me dicen que soy un veracruzano, nacido por accidente en los Estados Unidos–, que tengo más del medio siglo de edad y 22 años luchando en México por la causa del folcklore... Me siento con muchas agallas: he hecho más de seiscientos programas (en) radio y televisión sobre folcklore; pero me siento confuso, con tanto obstáculo en le forma de (la) educación (que es) tan deficiente en el aspecto formativo y (en) la consiguiente confusión de la mente de la gente, respecto a las metas verdaderas del hombre...” Joseph Raoul Hellmer Pinkham (Filadelfia, Pensylvania 27 de octubre de 1913-Ciudad de México, 13 de agosto de 1971),
Era de origen gringo; y sin embargo, supo acercarse, descubrir, estudiar, e incluso sentir nuestro folclore, para defenderlo con un genuino interés que, hoy en día, buena falta le hace a muchos de nuestros connacionales. (Andrés Cimas).
http://www.musiquesdumonde.net/Un-investigador-pionero-Hellmer.html Archivado el 3 de febrero de 2010 en Wayback Machine.
Así le sucedió al musicólogo Raúl Hellmer cuando escuchó “La Sandunga”: escuchó el vaivén valeroso de la pieza oaxaqueña y en ese preciso momento decidió quedarse a vivir en México. No hizo falta ningún chile relleno ni ninguna Pirámide de la Luna, sino un sonido del Istmo Emiliano Becerril en "Raúl Hellmer: antropología del ritmo" http://www.jornada.unam.mx/2010/09/05/sem-emiliano.html
En agosto del año 2001, el Consejo Nacional para la Cultura y las Artes, CONACULTA en coordinación con Radio Universidad, la Fundación Hellmer y el Instituto Nacional Indigenista CDI llevan a cabo el Homenaje Raúl Hellmer 30 Aniversario Luctuoso.
En el Distrito Federal una larga calle, como su trayectoria lleva su nombre: RAUL HELLMER en la colonia Compositores Mexicanos desde el cruce de la calle Manuel Bernal hasta el cruce de la Calle Nicandro Castillo en la Delegación Gustavo A. Madero.
En 1946 se creó el Instituto Nacional de Bellas Artes, cuya Subsección de Folklore organizó un rico archivo folklórico musical, creó un laboratorio de grabaciones, un departamento de transcripciones de audio, inició una fonoteca con grabaciones de campo de Henrietta Yurchenco y Raúl Hellmer, y publicó una serie de libros entre los que destaca el que da cuenta del trabajo realizado por Raúl Hellmer entre 1947 y 1952. En 1974 la Sección de Investigaciones Musicales se convirtió en el Centro Nacional de Investigación, Documentación e Información Musical (CENIDIM), adscrito al INBA. 
The Society for Ethnomusicology. Universidad de Indiana. http://www.indiana.edu/~semhome/2009/spanish/ciudad.shtml
En 1960 Carlos Jiménez Mabarak (1916-1994). realizó por primera vez en México una música a base de montajes electrónicos en cinta magnetofónica: "El paraíso de los ahogados", para el Ballet Nacional. Denominó a esa técnica música magnetofónica para subrayar la diferencia que existe entre este tipo de música y la llamada electrónica y concreta. Para la realización técnica de la obra Mabarak, contó con la trascendente colaboración de Raúl Hellmer. “No teníamos aparatos ni recursos de laboratorio para tape music. 'Hellmer contaba con cuatro grabadoras y con ellas trabajamos.' Comencé haciendo una partitura tradicional antes de organizar la música magnetofónica a base de transformaciones, montajes, superposiciones, mezclas, cintas al revés, etcétera. El tiempo del estreno se avecinaba y decidí hacer el montaje sonoro en papel cuadriculado. La estructuración de cada danza se hizo con mucho cuidado. “Nada en esta obra suena a música europea y por lo mismo hubiera sido importante que se conociera en Europa; pero no tuve presupuesto para regrabar varias cintas ni tiempo para hacer antesalas donde deberían tener este tipo de iniciativas. En Europa la querían inmediatamente y yo ganaba entonces sólo mil doscientos pesos. A Revueltas le pasaron cosas semejantes; no tenía dinero para mandar copiar sus partituras. Posteriormente Jiménez Mabarak compondría las "Fanfarrias Olímpicas México 1968" que son sin duda las que más han gustado a través del tiempo. Es un compositor que México tiene en el olvido y debería reconocérsele su gran valía por un montón de obras musicales.
A su muerte, sus hijos Salvador, Xochitl, José Antonio, Raúl y Lucero Hellmer Miranda y algunos de sus nietos han procurado de mantener vivo el legado de José Raúl Hellmer, creando en su honor en los años 90's la Fundación Hellmer http://www.hellmer.co/fundacion (enlace roto disponible en Internet Archive; véase el historial, la primera versión y la última)., la cual desde su inicio ha tenido como objetivo la salvaguarda de la recopilación y producción musical; sus escritos; y hacer del acervo cultural recopilado por José Raúl Hellmer y que es patrimonio de los pueblos indígenas de México y del planeta, les sea devuelto a través de discos u otros formatos digitalizados de audio para su permanencia en la memoria histórica de los mismo pueblos indígenas.

## Discografía
- Folklore Mexicano Vol. I. 1958 Coedición Musart. http://www.funjdiaz.net/discos1.cfm?pagina=47
- Folklore Mexicano Vol. II Antología del Son Jarocho. 1958, Coedición Musart. http://www.culturatradicional.org/musica/jarocho/hellmer.htm

https://web.archive.org/web/20090502162235/http://www.cenart.gob.mx/centros/cenidim/publicaciones_nombre.htm#H
- Folklor Mexicano Vol. III L Música Tradicional en Michoacán. https://web.archive.org/web/20130407232327/http://www.cenart.gob.mx/centros/cenidim/publicaciones_tipo.htm
- Folkloree Mexicano, Vol VI. Confites y Canelones. Música Mexicana de Navidad. (Colectivo) Serie https://web.archive.org/web/20130407232327/http://www.cenart.gob.mx/centros/cenidim/publicaciones_tipo.htm#a104 y https://web.archive.org/web/20130407232327/http://www.cenart.gob.mx/centros/cenidim/publicaciones_tipo.htm

Grabaciones de campo de Raúl Hellmer. Acervo de la música del estado de Puebla. Colección Compositores Poblanos. Volumen XV.
Homenaje a Raúl Hellmer, 30 aniversario luctuoso. Programas radiofónicos de Radio UNAM. Publicaciones discográficas DGCP-UNAM # F -196. 2001. 
Raúl Hellmer interesado en difundir la música tradicional mexicana al mayor número de personas, realizó la producción de programas radiofónicos y televisivos dentro de los que podemos citar los desarrollados para Radio Universidad, Canal 11 y televicentro Canal 4. De 1962 a 1964 en Radio Universidad, realizó un invaluable trabajo de difusión a través de la serie titulada Folklore Mexicano que consta de 96 programas, de la cual este disco presenta una pequeña parte.
La intención principal de este fonograma Homenaje a Raúl Hellmer, 30 Aniversario Luctuoso, es rescatar del olvido este inestimable trabajo y darlo a conocer no solo a las nuevas generaciones de investigadores de la música popular mexicana, sino a un auditorio más amplio, dando pie al desarrollo de nuevas investigaciones y recopilaciones de su obra. Fuente: http://sic.conaculta.gob.mx/ficha.php?table=discografica_dgcpi&table_id=100
In Xochitl in Cuicatl. INAH.Cantos de la tradición náhuatl de Morelos y Guerrero. Este disco pretende ser un homenaje al investigador José Raúl Hellmer quien dedicó toda su vida al estudio, preservación y difusión de las tradiciones musicales de México. El título -In Xochitl in Cuicatl- (significa Flor y Canto), que se cree idóneo para los materiales presentados, es además el mismo de una serie de televisión que este investigador produjo y que fue la única que en ese medio de comunicación se ha dedicado a dar a conocer, de manera seria, el auténtico folklore musical y coreográfico mexicano. Todas las grabaciones incluidas en el disco provienen de las cintas magnetofónicas que la señora Eugenia Aldama donó al INAH. Esos materiales forman parte del trabajo de campo y de ciudad que Hellmer realizó entre los años 1962 y 1968.
http://www.librosyarte.com.mx/detalle.php?categoria=&folio=342&titulo=
La música tradicional en Michoacán. Grabaciones de Raúl Hellmer. Serie Folklore Mexicano, Vol III.
https://web.archive.org/web/20130407232327/http://www.cenart.gob.mx/centros/cenidim/publicaciones_tipo.htm#a104
Compagnie du disque.com. Musiques mexicaines
http://www.compagniedudisque.com/info-2-4418-Mexique-Musiques_mexicaines-_Various_Artists.html (enlace roto disponible en Internet Archive; véase el historial, la primera versión y la última).
"A la trova más bonita de estos nobles cantadores" INA Conaculta 2001. Acervo Instituto Mora.

## Fonografía
Nota: Existe aún una cantidad -no estimada- de grabaciones en distintas manos. Se ha estado haciendo lo posible por convencer a los actuales poseeedores que su gran valor es más cultural, -patrimonial de los pueblos indígenas- que económico y que es necesario rescatar tales grabaciones mediante su digitalización, mediante su entrega voluntaria a la Fundación Hellmer. La fundación no cuenta con presupuesto asignado para compra de las cintas, todas sus actividades actualmente son cubiertas con las aportaciones espontáneas de familiares, amigos, etnomusicólogos.
Como ejemplo de la escasez presupuestal antes señalada, los ilustramos con la buena noticia de que recientemente el Programa de Apoyo a la Cultura Municipal y Comunitaria PACMYC del Gobierno del Distrito Federal, autorizó una pequeña cantidad en apoyo al proyecto de publicación del Compendio de música mexicana del Maestro Raúl Hellmer. Es con esas tipo de pequeñas contribuciones que se ha podido avanzar en la labor de rescate.
http://www.cultura.df.gob.mx/transparenciaNEW/anexo3resultadospacmyc2010.pdf